# Charles Guilbert
Charles Guilbert, nacido el 15 de mayo de 1972 en Caen, es un ciclista francés, que fue profesional de 1995 a 2007. 

## Palmarés
1996
- 1 etapa del Tour de Bretaña

2005
- 1 etapa del Tour de Bretaña
- Tour de Gironde, más 1 etapa
- 1 etapa de la Boucles de la Mayenne